# Pensée latérale
La pensée latérale est une technique de résolution de problèmes, popularisée par Edward de Bono, qui consiste à appréhender les problèmes sous plusieurs angles, nouveaux ou hors du champ habituel d'études, au lieu de se concentrer sur une approche éprouvée mais linéaire et limitée.

## Histoire
Les concepts de « pensée divergente » et « pensée convergente » ont été introduits par le psychologue américain J.P. Guilford en 1956, et développés au cours des années suivantes. L'idée de « penser hors des sentiers battus », « hors du cadre », (« hors de la boîte » = thinking outside the box) se répand dans le courant des années 1960 dans le monde des consultants en entreprise. Plusieurs auteurs revendiquent sa popularisation, notamment Mike Vance, qui travailla avec Walt Disney et Steve Jobs, ou John Adair, spécialiste du leadership. Reprenant le concept de la pensée divergente et le principe de la pensée hors des sentiers battus, la pensée latérale (lateral thinking) est détaillée et théorisée par le psychologue maltais Edward de Bono. Il emploie le terme pour la première fois en 1967, dans son livre The Use of Lateral Thinking, et publie par la suite de nombreux livres sur ce thème et plus généralement sur les moyens de développer sa créativité. Paul Sloane a également contribué, à sa suite, à populariser ce concept, notamment dans des livres d'énigmes et problèmes.

## Définition et application
La pensée latérale est définie par opposition à la pensée verticale, un processus caractérisé par la continuité entre les étapes et la validation pas à pas des hypothèses et de chaque résultat intermédiaire. Dans la pensée verticale, une idée dont l'applicabilité n'est pas validée à une étape est rejetée et n'est plus considérée par la suite. L'invalidation d'une idée dans la pensée verticale se fait classiquement à travers des objections du type "ce n'est pas possible, pas réaliste, trop cher, pas novateur", alors que la pensée latérale peut retenir une solution temporairement absurde pour aller plus loin dans le raisonnement et, potentiellement, découvrir au bout de plusieurs autres étapes une solution possible et innovante.
Edward de Bono définit la pensée latérale comme "s'échapper d'idées et de perceptions établies pour en trouver de nouvelles".
Les techniques de pensée latérales consistent généralement à trouver une manière provocante de produire une rupture de continuité dans le processus de pensée, pour obliger à sortir d'un raisonnement, d'un schéma de pensée qui risquerait de s'embourber, par exemple en inversant ou en exagérant le problème envisagé, en considérant des solutions pratiques ou des analogies avec des problèmes provenant d'un domaine très différent, ou encore en utilisant comme stimuli des mots tirés au hasard dans un dictionnaire.

## Critiques
Tant le concept de pensée latérale que son principal promoteur ont fait l'objet de diverses critiques. Robert J. Sternberg, professeur de psychologie cognitive, déplore notamment que cette idée soit souvent jugée à l'aune de son succès commercial, et non en fonction de l'efficacité réelle de cette méthode, qui reste à prouver, un point de vue partagé par le psychologue cognitif Robert Weisberg. Moseley et al. rapportent que de Bono est « plus intéressé par l'utilité du développement de nouvelles idées que par la démonstration de l'efficacité ou de la fiabilité de son approche ». Gilbert Burgh, professeur de philosophie, note par ailleurs que le concept avancé par de Bono, bien qu'il ait rencontré un certain succès auprès du grand public, n'est pas original, mais s'inscrit dans un courant de pensée auquel de Bono n'a pas fait l'effort de se référer.